# Terminalia polyantha
Terminalia polyantha är en tvåhjärtbladig växtart som beskrevs av Presl. Terminalia polyantha ingår i släktet Terminalia och familjen Combretaceae. Inga underarter finns listade i Catalogue of Life.